# The Astronaut Wives Club
The Astronaut Wives Club è una serie televisiva statunitense sviluppata da Stephanie Savage per la ABC. È basata sull'omonimo libro di Lily Koppel. Negli Stati Uniti la serie è stata trasmessa dal 18 giugno al 20 agosto 2015 ed è stata cancellata alla fine della prima stagione.
In Italia la serie va in onda su LA7 dall'8 luglio 2019. Viene replicata su LA7D dal 15 al 29 luglio 2019 in prima serata.

## Trama
La serie narra le vicende delle mogli dei Mercury Seven, il gruppo dei primi astronauti statunitensi.

## Episodi
| Stagione       | Episodi | Prima TV USA | Prima TV Italia |
| -------------- | ------- | ------------ | --------------- |
| Prima stagione | 10      | 2015         | 2019            |